# Architectonica nobilis
Architectonica nobilis (denominada, em inglês, American sundial, noble sundial, granulated sundial ou common sundial) é uma espécie predadora de molusco gastrópode marinho do oceano Atlântico e leste do Pacífico, pertencente à família Architectonicidae. Foi classificada por Peter Friedrich Röding, em 1798, na obra Museum Boltenianum sive Catalogus cimeliorum e tribus regnis naturae quae olim collegerat Joa. Fried. Bolten M. D. p. d. Pars secunda continens Conchylia sive Testacea univalvia, bivalvia et multivalvia.

## Descrição da concha e hábitos
Concha de coloração castanha e creme, com um tom rosado, em sua superfície, e de laranja a vermelho, em suas manchas; com pouco menos de 6.5 centímetros de diâmetro, quando desenvolvida; com formato orbicular, vista por cima, e cônica em vista lateral; cujas espirais se tocam perifericamente, formando um amplo umbílico, por baixo, e com 4 ou 5 cordas em espiral, frisadas, como escultura. Lábio externo fino. Base plana e abertura subquadrada, angular. Opérculo córneo, fechando totalmente a abertura da concha. A área de sua protoconcha pode ter tons em malva.
É encontrada em águas rasas da zona nerítica, na areia, em arrecifes e fundos conquiliferos, associada a anêmonas-do-mar.

## Distribuição geográfica
Espécie bem espalhada do gênero Architectonica Röding, 1798, Architectonica nobilis ocorre, no Pacífico, da Baixa Califórnia ao Peru; no Atlântico, ocorre da Carolina do Norte até a Flórida (Estados Unidos), incluindo golfo do México e mar do Caribe, até costas do leste da Colômbia e Venezuela à região sul do Brasil; havendo relatos de seu registro na ilha da Madeira, Cabo Verde, Gabão e Angola, no oeste da África.